# Kroatien och eurosamarbetet
Kroatien har euron som valuta sedan den 1 januari 2023. Euron är Europeiska unionens officiella valuta som används i många av Europeiska unionens medlemsstater och ett antal andra stater utanför unionen. De länder som använder euron kallas gemensamt för euroområdet. De lägre valörerna av euron utgörs av mynt medan de högre valörerna utgörs av sedlar. Euromynten har en gemensam europeisk sida som visar värdet på myntet och en nationell sida som visar en symbol vald av den medlemsstat där myntet präglades. Varje medlemsstat har således en eller flera symboler som är unika för just det landet.
När euron infördes i Kroatien ersattes den nationella valutan kunan som var i bruk åren 1994–2023. Den fixerade växelkursen vid valutabytet var 1 euro = 7,53450 kuna.

## Historik

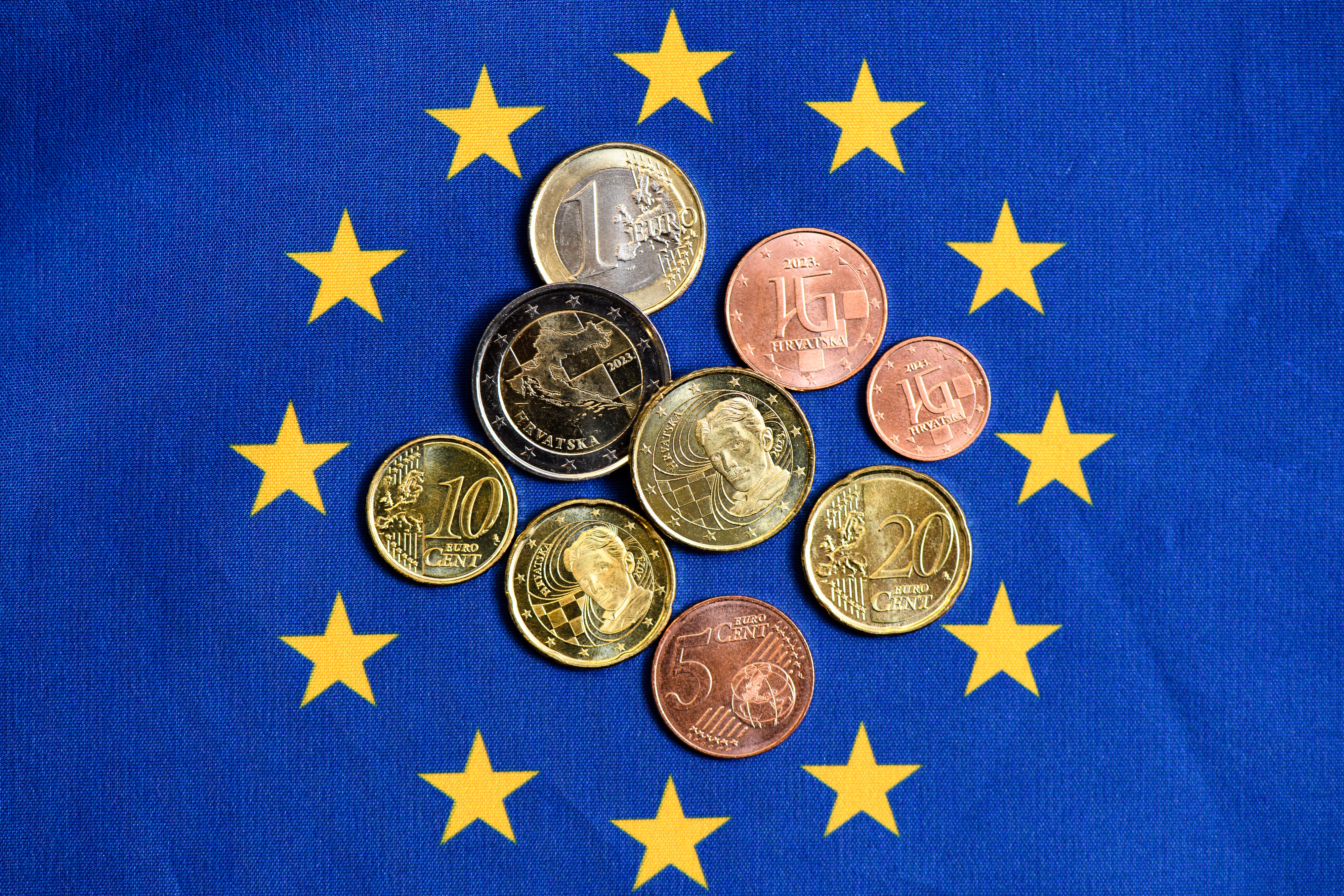
Kroatiska euromynt

Kroatien är sedan den 1 juli 2013 medlem i Europeiska unionen (EU). Enligt anslutningsfördraget hade landet förbundit sig att införa euron som nationell valuta så fort det uppfyllde de ekonomiska och rättsliga kraven – de så kallade konvergenskriterierna. Den 10 juli 2020 anslöts kunan till Europeiska växelkursmekanismen (ERM II). Ett deltagande i växelkursmekanismen om minst två år krävs för att ett land ska kunna införa euron som valuta. Den 12 juli 2022 antog Europeiska unionens råd de tre sista rättsakterna som krävdes för att Kroatien skulle kunna inför euron som lagligt betalningsmedel. När euron infördes den 1 januari 2023 blev Kroatien det tjugonde medlemslandet i euroområdet.
Före Kroatiens inträde i EU den 1 juli 2013 uttalade Kroatiens dåvarande riksbankschef Boris Vujčić att han skulle vilja att kunan ersätts av euron så snart som möjligt efter anslutningen. Detta krävde dock att landet uppfyllde de så kallade konvergenskriterierna och hade varit medlem i Europeiska växelkursmekanismen i minst två år. Kroatiska nationalbanken hade räknat med att euron skulle införas två–tre år efter EU-inträdet. Den finansiella kriserna i euroområdet (se eurokrisen) försenade dock Kroatiens antagande av euron som valuta. Därtill drabbades även Kroatien ekonomiskt vilket ledde till att det blev en utmaning för landet att uppfylla konvergenskriterierna.  
Den 5 juli 2019 undertecknande den dåvarande finansministern Zdravko Marić och riksbankschefen Boris Vujčić en avsiktsförklaring där de uttryckte Kroatiens önskan att få ansluta till Europeiska växelkursmekanismen. Avsiktsförklaringen markerade det första formella steget mot införandet av euron. År 2020 blev Kroatien medlem i bankunionen och den 10 juli samma år anslöts kunan till ERM II. 
Den 13 maj 2022 antog Kroatiens parlament Lagen om eurons införande. Den 1 juni 2022 lämnade Europeiska kommissionen och Europeiska centralbanken (ECB) en positiv konvergensrapport angående Kroatiens uppfyllande av konvergenskriterierna. I ett utlåtande från den 16 och 17 juni 2022 rekommenderade Eurogruppen och Europarådet att Kroatien skulle få införa euron som valuta den 1 januari 2023. Den 23 och 24 juni 2022 uttryckte Europeiska rådet sitt stöd för Kroatiens ambition att införa euron och den 5 juli 2022 fastslog Europaparlamentet med stor majoritet att Kroatien uppfyller konvergenskriterierna och att landet bör få ansluta till euroområdet. Den 12 juli 2022 antog Europeiska unionens råd slutligen de tre sista rättsakterna som krävdes för att Kroatien ska kunna inför euron som lagligt betalningsmedel.

## Övergången till euro
| Datum            | Beskrivning |
| ---------------- | --- |
| 5 september 2022 | Priser för varor och tjänster måste anges i både euro och kuna. |
| 1 januari 2023   | Euron införs. Under årets två första veckor går det att betala med både euro och kuna i Kroatien. Sedlar och mynt i kuna kan kostnadsfritt växlas till euro i landets kommersiella banker, postkontor och Kroatiska finansbyråns (FINA) kontor. Vid kontanta transaktioner återges växel i euro oavsett om betalningen skett med euro eller kuna. Den 14 januari 2023 är den sista dagen då det går att betala med kuna. |
| 15 januari 2023  | Alla transaktioner sker i euro. Kuna är inte längre ett giltigt betalningsmedel. |
| 1 januari 2024   | Sedlar och mynt går enbart att växla till euro i Kroatiens nationalbank i Zagreb. Mynt i kuna kan under tre år (till och med den 31 december 2026) växlas till euro hos centralbanken. Det finns ingen liknande tidbegränsning för sedlar i kuna som fortsättningsvis går att växla till euro hos centralbanken. |

## Euromynt
Euromynt är mynt utfärdade i euro av de nationella centralbankerna inom euroområdet. Mynten är giltiga som betalningsmedel inom hela euroområdet oavsett i vilken medlemsstat de har präglats. De kroatiska euromynten kommer således utfärdas av Kroatiska nationalbanken i Zagreb. I motsats till eurosedlarna har euromynten både en gemensam sida som är enhetlig och en nationell baksida som varierar beroende på vilken centralbank som har präglat dem. De nationella kroatiska motiven avgjordes i en för allmänheten öppen omröstning initierad av Kroatiska nationalbanken. Den 21 juli 2021 meddelade premiärministern Andrej Plenković att de kroatiska euromyntens nationella baksida skulle vara en karta över Kroatien, en mård, Nikola Tesla och det glagolitiska alfabetet. Centralbanken initierade därefter en för allmänheten öppen anbudstävling där de vinnande designerna belönades med 70 000 kuna (cirka 9 300 euro).
Nedan följer en beskrivning av de kroatiska euromynten och deras nationella baksida: 
| 0,01 € | 0,02 € | 0,05 €                       | Beskrivning |
| ------ | ------ | ---------------------------- | --- |
|        |        |                              | Landskoden "HR" skriven med det glagolitiska alfabetet. Motivet för 1-, 2- och 5-centen har utformats av Maja Škripelj. Det glagolitiska alfabetet har spelat en viktig roll i Kroatiens historia och anses vara ett av landets nationalsymboler. |
| 0,10 € | 0,20 € | 0,50 €                       | Beskrivning |
|        |        |                              | Motivet på 10- 20- och 50-centen har utformats av Ivan Domagoj Račić och föreställer uppfinnaren Nikola Tesla som föddes i Smiljan i dagens Kroatien, men dåvarande Österrike. |
| 1,00 € | 2,00 € | Kantinskrift på 2-euromyntet | Beskrivning |
|        |        | Kantinskrift på 2-euromyntet | Motivet på 1-euromyntet har utformats av Jagor Šunde i samarbete med David Čemeljić och Fran Zekan. Det föreställer en mård (på kroatiska "kuna"). Mården och tillika namnet på den kroatiska nationella valutan kommer från att kroaterna under medeltiden använde mårdpälsar som betalningsmedel. Motivet på 2-euromyntet har utformats av Ivan Šivak och föreställer en karta över Kroatien. På myntets sida finns kantinskriften "O LIJEPA O DRAGA O SLATKA SLOBODO" (fritt översatt till svenska: O VACKRA O KÄRA O LJUVA FRIHET). Inskriften kommer från den första raden i Hymn till friheten som komponerades år 1926 och är tagen från poeten Ivan Gundulićs pastorala drama Dubravka från år 1628. |

Samtliga motiv har en schackrutig bakgrund som hämtats från Kroatiens riksvapen. Det schackrutiga mönstret har varit en symbol för kroaterna sedan åtminstone medeltiden. Därtill är mynten präglade med årtalet 2023 (det år euron introduceras i Kroatien) och landsnamnet Kroatien på kroatiska – Hrvatska.